# R (statistikprogram)
R er et open-source-statistikprogram og programmeringssprog. Det er et GNU-projekt der minder meget om S (statistikprogram). R er et sprog og miljø til statistisk databehandling og grafik. Det er et GNU-projekt, der svarer til S's sprog og miljø, som blev udviklet på Bell Laboratories (tidligere AT & T, nu Lucent Technologies) af John Chambers og kolleger. R kan betragtes som en anden implementering af S. Der er nogle vigtige forskelle, men meget kode skrevet til S kører uændret under R.
R tilbyder en bred vifte af statistiske værktøjer (lineær og non-lineær modellering, klassiske statistiske test, tidsserieanalyser, klassifikation, klyngedannelse, ...) og grafiske teknikker og er meget nemt at udvide. S anvendes ofte som værktøj for forskning i statistisk metode, og R er en Open-Source-implementering der muliggør fleres deltagelse i denne aktivitet.
En af R's styrker er den lethed, hvormed veldesignede plots kan fremstilles, herunder matematiske symboler og formler efter behov. Stor omhu er blevet overtaget som standard for de mindre designvalg i grafik, men brugeren bevarer fuld kontrol.
R er tilgængeligt som fri software i henhold til Free Software Foundations GNU General Public License i kildekodeform. Den udarbejdes og kører på en bred vifte af UNIX-platforme og lignende systemer (herunder FreeBSD og Linux), Windows og MacOS.